# Jeff de Bruges
Jeff de Bruges is een Frans zoetwarenmerk en winkelketen met het hoofdkantoor in Ferrières-en-Brie in het departement Seine-et-Marne. De producten worden gemaakt in België, behalve de marshmallowberen ("choco'mauves") die in Frankrijk worden gemaakt. Het wordt geleid door Philippe Jambon, die het bedrijf in 1986 heeft opgericht.
Het bedrijf is opgedeeld in twee divisies: Jeff de Bruges Diffusion, waaronder de groothandelsactiviteiten vallen, en Jeff de Bruges Exploitation, waaronder de 114 eigen winkelvestigingen, de kantoren en de magazijnen zijn ondergebracht.
In 2017 bedroeg de omzet van Jeff de Bruges Diffusion €94 miljoen en was het bedrijfsresultaat €9 miljoen. In 2015 werkte bij dit onderdeel 105 medewerkers.
Dit bedrijf is van Franse oorsprong en is voor 66% in bezit van United Belgian Chocolate Makers (UBCM),  die ook 100% eigenaar is van de Belgische chocolatier Neuhaus. UBCM is eigendom van de Belgische Compagnie du Bois Sauvage.
De eerste chocoladewinkel werd geopend in Brugge. Volgens Philippe Jambon was de keuze voor de voornaam "Jeff" geïnspireerd op het nummer Jef van de Belgische singer-songwriter Jacques Brel.
De winkelketen heeft zowel winkels in eigen beheer als winkels van franchisenemers. In 2016 had Jeff de Bruges 449 winkels, waarvan 114 eigen vestigingen en 335 franchisevestigingen. Daarnaast heeft het bedrijf 40 verkooppunten in het buitenland; in Groot-Brittannië, Italië, Spanje, Marokko, Tunesië, de Verenigde Arabische Emiraten, Paraguay, Mexico, Canada en Australië.